# Hiroshima (Klein)
Pour les articles homonymes, voir Hiroshima (homonymie).
Hiroshima est une œuvre réalisée en 1961 par le peintre français Yves Klein. À travers une anthropométrie et une monochromie, l'œuvre rend hommage aux victimes d'Hiroshima, touchées par la bombe atomique lâchée le 6 août 1945 par les États-Unis. La peinture fait référence aux empreintes des corps brûlés sur les murs de la ville,,.

## Contexte général
Cette œuvre s'inscrit dans la période bleue d'Yves Klein.
C'est en 1957 que Klein entame cette période. Plus précisément lors d'un voyage en Italie pendant lequel il découvre les œuvres de Giotto comprenant cette monochromie bleue qu'il va recréer. Cette nouvelle couleur appelée IKB : International Klein Blue est une peinture bleu profond créée par Edouard Adam, un marchand de couleurs. Une demande faite par Yves Klein lui-même. Le 19 mai 1960, Yves Klein dépose la formule chimique de cette nouvelle couleur à l'Institut national de la propriété industrielle (INPI). Il l'utilisera pour créer des œuvres monochromes, notamment Hiroshima.
Hiroshima est une des fameuses anthropométries d'Yves Klein.
Ses anthropométries mettent en scène des femmes nues recouvertes de son bleu et dont les empreintes corporelles apposées sur une toile créeront les œuvres que l'on connaît. Il en existe d'ailleurs deux types. D'une part, l'anthropométrie en positif (dynamique) dans laquelle le modèle fait office de pinceau, en rampant sur la toile. D'autre part, l'anthropométrie en négatif (statique) dont Hiroshima fait partie, une méthode qui consiste à vaporiser de la peinture au pistolet autour d'un modèle utilisé comme pochoir. 
Grâce à sa réputation, Yves Klein, en compagnie du critique d'art Pierre Restany, participera en 1960 à la fondation du Nouveau réalisme. Ils rédigent ensemble le manifeste intitulé La déclaration constitutive du Nouveau réalisme, publié en 1960 à Paris et à Milan, ce qui leur permettra de se proclamer comme groupe artistique. Le nouveau réalisme prône un retour à la réalité et emprunte des éléments du quotidien. Yves Klein dépeint cette réalité dans cette œuvre puisqu'il rend hommage aux victimes de cet événement marquant.

## Contexte historique
Le 6 aout 1945, les États-Unis larguent une bombe atomique, Little Boy, sur la ville d'Hiroshima, la détruisant et faisant des milliers de morts,. Trois jours plus tard, la ville de Nagasaki connaît le même sort. Cette destruction massive du Japon va engendrer la capitulation de celui-ci le 14 août 1945. La bombe tua environ 140 000 personnes. Cet événement marqua littéralement la ville d'Hiroshima puisque l'onde de choc causée par la bombe laissa des marques correspondant à des corps humains sur le sol et les murs de la ville. Ces ombres sont liées aux rayonnements thermiques de la bombe qui a rendu visible les ombres portées sur le sol. Grâce aux ombres, les scientifiques ont pu définir l'épicentre de la bombe qui se trouvait à 500 mètres au-dessus de la ville d'Hiroshima. Aujourd'hui, les ombres ont totalement disparu à cause des différents phénomènes climatiques et environnementaux (pluie, neige, pollution etc.) mais des photographies de ces ombres sont encore visibles au musée de la paix à Hiroshima,,.

## Analyse de l'œuvre
La composition de l'œuvre est sobre. Les empreintes des corps de femmes peintes (femmes pinceaux) en bleu laissent apercevoir des silhouettes fantomatiques en mouvements. L'œuvre cherche à montrer l'être humain en général et non la femme en particulier et les traits des personnages sont indiscernables. Yves Klein a voulu à travers une anthropométrie en négatif faire référence aux ombres des corps humains brûlés par la bombe sur les murs de la ville d'Hiroshima. Cette œuvre rend hommage aux victimes de la bombe Little Boy. Le bleu IKB utilisé par Yves Klein marque l'empreinte des corps comme la chaleur nucléaire a pu le faire aux victimes de la bombe. Yves Klein a voulu se servir de son art pour que cet événement reste dans les esprits et ne soit pas oublié,.